# Vörös Őrség
A Vörös Őrség a Magyarországi Tanácsköztársaság alatt működő rendvédelmi szervezet volt. Egy 1919. március 26-ai rendelet alapján jött létre, s a csendőrség, rendőrség, határőrség és pénzügyőrség szerepét vette át.
A 26-i 1. számú rendelet többek közt a következőt mondta ki: „A Vörös Őrség egyben a Vörös Hadseregnek kiegészítő részét képezi, és tagjai bármikor hadiszolgálatra rendelhetők, illetve a Vörös Hadseregbe áthelyezhetők. A Vörös Őrség felállításával egyidejűen az összes rendőri vonatkozással bíró karhatalmi alakulatok megszűnnek. A Vörös Őrség közvetlenül a belügyi népbiztos alá van rendelve." Az ország 11 vidéki és 1 fővárosi kerületre lett osztva, utóbbi főparancsnoka volt Jancsik Ferenc, Landler Ernő, Bíró Dezső illetve Seidler Ernő is. A Vörös Őrség nem csupán leszerelt katonákból és a elhivatott kommunista munkásokból állt, hanem beolvasztották a megszüntetett rendőrség és a csendőrség állományát is. A rendeletet április elsején tették közzé. Országos főparancsnoka volt Landler Ernő, dr. Rákos Ferenc, dr. Vajda Zoltán, Chlepkó Ede illetve Rákosi Mátyás.
A Peidl-kormány szüntette meg 6/d./1919. BM. számú 1919. augusztus 3-i rendelete alapján, mely egyben visszaállította a rendőrséget, majd augusztus 9-én a Friedrich-kormány a csendőrséget is újraszervezte.